# 28057 Hollars
28057 Hollars è un asteroide della fascia principale. Scoperto nel 1998, presenta un'orbita caratterizzata da un semiasse maggiore pari a 3,0221056 au e da un'eccentricità di 0,0800468, inclinata di 10,22802° rispetto all'eclittica.